# Campeonato Mundial de Patinaje Artístico sobre Hielo de 1973
El LXIII Campeonato Mundial de Patinaje Artístico se realizó en Bratislava (Checoslovaquia) entre el 26 de febrero y el 3 de marzo de 1973 bajo la organización de la Unión Internacional de Patinaje sobre Hielo (ISU) y la Federación Checoslovaca de Patinaje sobre Hielo. 

## Resultados

### Masculino
| Puesto | Nombre              | País                          | Puntos |
| ------ | ------------------- | ----------------------------- | ------ |
| Oro    | Ondrej Nepela       | Checoslovaquia                | 10     |
| Plata  | Sergei Chetverukhin | Unión Soviética               | 17     |
| Bronce | Jan Hoffmann        | República Democrática Alemana | 35     |

### Femenino
| Puesto | Nombre           | País                          | Puntos |
| ------ | ---------------- | ----------------------------- | ------ |
| Oro    | Karen Magnussen  | Canadá                        | 9      |
| Plata  | Janet Lynn       | Estados Unidos                | 18     |
| Bronce | Christine Errath | República Democrática Alemana | 31     |

### Parejas
| Puesto | Nombre                            | País                          | Puntos |
| ------ | --------------------------------- | ----------------------------- | ------ |
| Oro    | Irina Rodnina / Alexandr Zaitsev  | Unión Soviética               | 9      |
| Plata  | Liudmila Smirnova / Alexei Ulanov | Unión Soviética               | 18     |
| Bronce | Manuela Gross / Uwe Kagelmann     | República Democrática Alemana | 29     |

### Danza en hielo
| Puesto | Nombre                                 | País                          | Puntos |
| ------ | -------------------------------------- | ----------------------------- | ------ |
| Oro    | Liudmila Pakhomova / Alexandr Gorshkov | Unión Soviética               | 9      |
| Plata  | Angelika Buck / Erich Buck             | República Democrática Alemana | 18     |
| Bronce | Hilary Green / Glyn Watts              | Reino Unido                   | 29     |

## Medallero
| Núm. | País                          | Oro | Plata | Bronce | Total |
| ---- | ----------------------------- | --- | ----- | ------ | ----- |
| 1    | Unión Soviética               | 2   | 2     | 0      | 4     |
| 2    | Canadá                        | 1   | 0     | 0      | 1     |
| 2    | Checoslovaquia                | 1   | 0     | 0      | 1     |
| 4    | República Democrática Alemana | 0   | 1     | 3      | 4     |
| 5    | Estados Unidos                | 0   | 1     | 0      | 1     |
| 6    | Reino Unido                   | 0   | 0     | 1      | 1     |
|      | TOTAL                         | 4   | 4     | 4      | 12    |

| Predecesor: Canadá 1972 | Campeonato Mundial de Patinaje Artístico sobre Hielo 1973 | Sucesor: Alemania Occidental 1974 |

- Datos: Q925057